# Yoshio Sonoda
Yoshio Sonoda –en japonés, 園田 義男, Sonoda Yoshio– (Prefectura de Fukuoka, 30 de agosto de 1945-Prefectura de Fukuoka, 29 de enero de 2018) fue un deportista japonés que compitió en judo.

## Biografía
Nació en la prefectura de Fukuoka. Fue alumno del Instituto de Tecnología de Fukuoka. Ganó una medalla de oro en el Campeonato Mundial de Judo de 1969 en la categoría de –63 kg. Fue Director de la sección de yudo de Joto Takahashi, entrenó a Ryoko Tani.
Falleció el 29 de enero de 2018, a los 72 años, en el hospital en Miyama-Shi (prefectura de Fukuoka) a causa de una ruptura aórtica.
| Campeonato Mundial | Campeonato Mundial        | Campeonato Mundial | Campeonato Mundial |
| Año                | Lugar                     | Medalla            | Categoría          |
| ------------------ | ------------------------- | ------------------ | ------------------ |
| 1969               | Ciudad de México (México) | Medalla de oro     | –63 kg             |